# Паисий (Москот)
Паи́сий Слободско́й (в миру Паисий Григорьевич Москот; 8 декабря 1869, Пески Радьковские — 15 декабря 1937, Харьков) — иеромонах, преподобномученик, местночтимый святой Украинской православной церкви.

## Биография
Родился 8 декабря 1869 года в селе Пески Радьковские в окрестностях г. Изюма на Харьковщине, в 1909 году стал послушником Святогорской пустыни на Северском Донце и принял монашество, в 1911 году был посвящён в сан иеромонаха, после закрытия обители в 1922 году подвизался в одном из монастырей на Тверской земле, с 1924 году служил в одном из сёл Сибири, в 1936 году вернулся в родное село, где на дому совершал крещение детей.
О том, как подвижник трудился на малой родине, «Святогорский Патерик» дополнительно сообщает: «Говорят, будто отец Паисий вернулся в родные края, чтобы спрятать оставшуюся у него церковную утварь: Евангелие, напрестольный крест, чашу, дискос, облачение. Его родственница, Галина Павловна Москот, свидетельствует, что он однажды приходил к ним домой и передал её отцу, который доводился племянником отцу Паисию, некоторые церковные вещи для хранения. У отца Паисия было два брата — Петр и Игнатий. Петр погиб в Первую мировую войну, и у него в селе осталась вдовой супруга Иулиания с шестью малыми детьми. Пока отец Паисий был жив, он помогал им, чем мог, хотя сам был беднейшим человеком в селе… Он не имел никакой собственности, даже дома: жил или при церкви, или скитался по добрым людям. Одет был очень бедно, всегда в одной и той же чёрной рясе. Отец Паисий совершал Божественную Литургию очень рано, ещё затемно, чтобы люди могли успеть в наряд в колхоз… Батюшка очень любил детей, всегда раздавал им гостинцы, и они отвечали ему взаимностью: если он шел по улице, то сопровождали его шумной и радостной ватагой. Отец Паисий имел очень чуткое и отзывчивое сердце, первым приходил на выручку бедным и нуждающимся, раздавал им все деньги, какие только у него появлялись».
8 октября 1937 года о. Паисия арестовали. Обвинив подвижника в подрывной деятельности против советской власти, его 27 ноября приговорили к расстрелу. Приговор был приведен в исполнение 15 декабря в г. Харькове.

## Канонизация
22 июня 1993 года Определением Священного Синода Украинской Православной Церкви принято решение о местной канонизации подвижника в Харьковской епархии, в Соборе новомучеников и исповедников Слободского края (день памяти — 19 мая (1 июня)).
Чин прославления подвижника состоялся во время визита в Харьков 3—4 июля 1993 года Предстоятеля Украинской Православной Церкви Блаженнейшего Митрополита Киевского и всея Украины Владимира, в кафедральном Благовещенском соборе города.
В 2018 году прославлен в соборе Изюмских святых.